# Хорхе Букай
Хорхе Букай (на испански: Jorge Bucay) е аржентински гещалт психотерапевт, психодраматик и писател.

## Биография
Роден е на 30 октомври 1949 година в Буенос Айрес, Аржентина. През 1973 завършва медицинския университет в родния си град и започва кариерата си на психиатър в отдела по психопатология на местната болница. Специализира като гещалт-психотерапевт в Аржентина, Чили и Съединените щати.
Съвместява преподавателската си работа в Университета в Буенос Айрес с професионалната си практика като психотерапевт на семейни двойки. Заедно с това води курсове, семинари и конференции в цял свят и най-вече в испаноговорещи държави като Чили, Мексико, Коста Рика и Испания, където е редактор на списание „Здрав дух“.
Носител е на множество престижни литературни награди и всекидневно получава хиляди имейли от цял свят. Твърди, че не е писател в литературния смисъл на думата. Книгите му са продавани по два милиона копия в цял свят и са преведени на повече от седемнадесет езика.
Живее в покрайнините на Буенос Айрес с жена си и двете си деца.

## Награди
- 2006 – Носител на Premio de Novela Ciudad de Torrevieja